# Dehlīz-e Yek
Dehlīz-e Yek (persiska: دهلیز یک) är en ort i Iran.   Den ligger i provinsen Khuzestan, i den västra delen av landet, 600 km sydväst om huvudstaden Teheran. Dehlīz-e Yek ligger 23 meter över havet och antalet invånare är 138.
Terrängen runt Dehlīz-e Yek är mycket platt. Runt Dehlīz-e Yek är det ganska tätbefolkat, med 144 invånare per kvadratkilometer. Närmaste större samhälle är Ahvaz, 18,5 km öster om Dehlīz-e Yek. Omgivningarna runt Dehlīz-e Yek är i huvudsak ett öppet busklandskap.